# هوتیای لمکی
هوتیای لمکی (نام علمی: Rhizoplagiodontia lemkei) نام یک گونه از تیره هوتیا است.